# Гимн Ирана
Национа́льный гимн Исла́мской Респу́блики Ира́н (перс. سرود ملی جمهوری اسلامی ایران‎ / Sorude Melliye Jomhuriye Eslâmiye Irân) — один из официальных государственных символов Исламской Республики Иран. Автором слов данного гимна является Сайед Багери, а автором музыки — Хасан Рияхи. Был принят и утверждён в 1990 году, и заменил гимн «Живи вечно, Иран!», который был принят в 1980 году, через год после Исламской революции и свержения монархии в Иране. 

Флаг Исламской Республики Иран

Это пятый по счёту гимн в истории иранской государственности. С 1873 года по 1925 год в Иране (тогда Великое Государство Иран во главе с династией Каджаров) использовался гимн «Здоровье Шаха». В 1910—1932 годах у Ирана не было гимна. С 1933 года по 1979 год гимном Шаханшахского Государства Иран во главе с династией Пехлеви являлся «Имперский гимн Ирана». После Исламской революции, в 1979—1980 годах де-факто в качестве гимна страны использовалась известная патриотическая песня «О Иран!». В 1980 году был принят предыдущий гимн Исламской Республики Иран — «Живи вечно, Иран!». В 1990 году был принят и утверждён нынешний гимн Ирана.

## Предыдущий гимн Исламской Республики Иран
Вскоре после Исламской революции и свержения монархии в Иране, вместо де-факто временного гимна «О Иран!», которая является известной патриотической песней, был принят новый, и уже официальный гимн новообразованной Исламской Республики Иран — под названием «Живи вечно, Иран!» (перс. !پاینده بادا ایران‎ / Pâyandeh bâdâ Irân!). Данный гимн использовался до 1990 года, до принятия и утверждения нынешнего гимна Исламской Республики Иран. Автором слова гимна является Абулькасем Халат, а автором музыки — Мухаммад Биглярипур. Этот гимн у многих иранцев и у интересующихся Ираном людей и учёных прежде всего ассоциируется с массовыми репрессиями против инакомыслящих в первые годы после Исламской революции, так называемой Иранской культурной революцией, Ирано-иракской войной и правлением Аятоллы Хомейни в качестве Высшего руководителя Ирана. 
| На персидском языке          | На романизированном персидском алфавите | Перевод на русский язык               |
| ---------------------------- | --------------------------------------- | ------------------------------------- |
| شُد جمهوری اسلامی به پا       | Šod Jomhuriye Eslâmi be pâ,             | Встала на ноги Исламская республика,  |
| که هم دین دهد هم دنیا به ما  | Ke ham din dahad ham donyâ be mâ.       | Это религия которая даст нам мир.     |
| از انقلاب ایران دِگر          | Az enqelâbe Irân degar,                 | Через Исламскую революцию,            |
| کاخ ستم گشته زیر و زِبَر       | Kâxe setam gašte zir o zebar.           | Дворец угнетения был свергнут.        |
| ،تصویر آیندهٔ ما،             | Tasvire âyandeye mâ,                    | Наш будущий облик,                    |
| نقش مراد ماست                | Naqše morâde mâst                       | Украшение наших намерений.            |
| ،نیروی پایندهٔ ما             | Niruye pâyandeye mâ,                    | Наша энергичная прочность,            |
| ایمان و اتّحاد ماست           | Imân o ettehâde mâst                    | Наша Вера и Единство.                 |
| یاریگر ما دست خداست          | Yârigare mâ daste Xodâst,               | Наш помощник это рука Бога,           |
| ما را در این نبرد او رهنماست | Mâ râ dar in nabard u rahnamâst.        | Он наш путеводитель в этой борьбе.    |
| در سایهٔ قرآن جاودان          | Dar sâyeye Qor'ân jâvedân               | Всегда под тенью Корана               |
| پاینده بادا ایران            | Pâyande bâdâ Irân!                      | Живи вечно, Иран!                     |
| *****                        |                                         |                                       |
| آزادی چو گل ها در خاک ما     | Âzâdi ĉo golha dar xake ma              | Свобода — как цветы на нашей земле,   |
| شکفته شد از خون پاک ما       | Šekofte šod az xune pake ma             | Расцвели от нашей святой крови.       |
| ایران فرستد با این سرود      | Irân ferestad bâ in sorud               | От Ирана эта песня,                   |
| رزمندگان وطن را درود         | Razmandegâne vatan râ dorud.            | Слава воинам Родины.                  |
| آیین جمهوری ما               | Ayine jomhuriye mâ,                     | Законы нашей республики,              |
| پشت و پناه ماست              | Pošto panâhe mâst.                      | Наш защитник и покровитель.           |
| سود سلحشوری ما               | Sude salahšurie mâ                      | Цена нашей борьбы,                    |
| آزادی و رفاه ماست            | Âzâdi o refâhe mâst.                    | Наша свобода и спокойствие.           |
| شام سیاه سختی گذشت           | Šâme siyâhe saxti gozašt,               | Прошёл чёрный угнетающий вечер,       |
| خورشید بخت ما تابنده گشت     | Xoršide baxte mâ tâbande gašt.          | Солнце нашего счастья начало светить. |
| در سایهٔ قرآن جاودان          | Dar sâyeye Qor'ân jâvedân               | Всегда под тенью Корана,              |
| پاینده بادا ایران            | Pâyande bâdâ Irân                       | Живи вечно, Иран!                     |